# Colchicum umbrosum
Colchicum umbrosum là một loài thực vật có hoa trong họ Colchicaceae. Loài này được Steven miêu tả khoa học đầu tiên năm 1829.